# 回龙庵
回龙庵，位于中国广东省茂名市高州城区北郊平山岗，为高州市文物保护单位，类型为古建筑，公布时间为1994年11月15日。
回龙庵的历史年代为明代。